# Клименко Олександр Іванович (письменник)
Олександр Іванович Клименко (нар. 26 квітня 1970, Коростишів, Житомирська область) — український прозаїк, поет, есеїст, літературний критик, музикант. Лауреат літературних премій.

## Життєпис
Народився 26 квітня 1970 року в м. Коростишів Житомирської області в родині вчителів. Батько Клименко Іван Архипович (1925—1988) працював вчителем по класу баяна у Коростишівській дитячій музичній школі та Коростишівському педагогічному училищі ім. І. Я. Франка, мама Потапенко Ніна Іванівна (нар. 1943) — вчителькою молодших класів у Коростишівській початковій школі № 6.
Навчався у Коростишівській СШ № 2, вісім класів якої закінчив у 1985 році, та Коростишівській дитячій музичній школі (1985; клас баяна М. Г. та Ю. І. Слоквенків). Закінчив Житомирське музичне училище ім. В. С. Косенка (1989; клас баяна О. Г. Крутоуса), Київську державну консерваторію ім. П. І. Чайковського (1995; клас баяна С. А. Крапиви, клас диригування А. В. Білошицького), Волинський державний університет ім. Лесі Українки (2002; факультет післядипломної освіти, спеціальність «інформатика»).
Учасник ансамблю сучасної музики САТ. Брав участь у міжнародних та всеукраїнських фестивалях авангардної, сучасної академічної, джазової, імпровізаційної музики, серед яких: Нова територія (Київ), Прем'єри сезону (Київ), Форум музики молодих (Київ), Київ-музік-фест (Київ), Черкаські джазові дні (Черкаси), Фестиваль вільного мистецтва Шури Шварцдигулова (Біла Церква), Оберіг (Луцьк), Радіо-Рокс Україна (Київ), Мета-Арт (Київ).
Друкувався у часописах «Четвер», «Ї», «Кур'єр Кривбасу», «Березіль», «Сучасність», «Київ», «Критика», «Дзвін», «Дивослово», «Золота пектораль», «Світязь», в газетах «Літературна Україна», «Українська літературна газета», на сайтах ЛітАкцент, Буквоїд та ін.
Для творів письменника є характерними оновлення традиційних засобів художньої виразності, «синтез пошуків різних літературних шкіл із подальшим трансформуванням у своїй художній формі», «філігранно ускладнений стиль», «використання композиційного прийому художньої мозаїки, бажання зафіксувати Час і Людей, надавши їм не побутово-реалістичного, а універсально-буттєвого звучання, намагання по-новому озвучити вічні літературні теми», «уміле поєднання постмодерністських та сюрреалістичних прийомів».
29 квітня 2011 року О. Клименка прийнято до Національної спілки письменників України.
У 2013 році І. Дзюба висунув книгу «Від не-початку і до не-кінця» на здобуття премії ім. Юрія Шевельова.
Учасник літературного фестивалю «Місяць авторських читань» (2015).
Твори письменника перекладалися чеською, російською, білоруською (збірка «Думы і песні Валыні») та польською мовами.

## Дискографія
- САТ (2006)
- САТ & Алла Загайкевич — Зимовий САТ (2011)
- COPICAT (2012)

## Антології та альманахи
- «Ukrajina, davaj, Ukrajina!», антологія сучасного українського оповідання (Брно: «Větrné mlýny», 2012)
- «Ломикамінь: антологія українського верлібру» (Львів: ЛА «Піраміда», 2018)
- «Під Лесиним небом», антологія літератури письменників Волині (Луцьк: ПВД «Твердиня», 2019)
- «Літературно-джазові імпровізації: інтермедіальні студії» (Львів: «Срібне слово», 2019)

## Відгуки про творчість
- Михайло Слабошпицький розповідає про роман «Коростишівський Платонов»
- Юрій Андрухович розповідає про книжки Олександра Клименка

## Інтерв'ю
- О. Клименко: «Письменник лише перед собою перебуває у боргу…» [Архівовано 23 Жовтня 2014 у Wayback Machine.]
- О. Клименко: «Найважливішим для мене було написати ці твори…» [Архівовано 25 Вересня 2020 у Wayback Machine.]
- О. Клименко: «Постмайданний синдром» української літератури [Архівовано 16 Березня 2018 у Wayback Machine.]
- О. Клименко: «Кожен з нас летить у вічність сам» [Архівовано 20 Вересня 2020 у Wayback Machine.]
- О. Клименко: «Слова джем, свінг, Армстронґ, контрабас не роблять вірш джазовим, якщо його поетична природа сформувалась під впливом іншої енергії» [Архівовано 9 Травня 2020 у Wayback Machine.]

## Нагороди
- 2009 — Міжнародна літературна премія ім. Миколи Гоголя «Тріумф» (за книгу «Supraphon»)
- 2011 — Міжнародна літературна премія ім. Григорія Сковороди «Сад божественних пісень» (за роман «Коростишівський Платонов»)[19]
- 2014 — Літературно-мистецька премія ім. Пантелеймона Куліша (за книгу «Від не-початку і до не-кінця»)[20]
- 2016 — Волинська обласна літературно-мистецька премія ім. Агатангела Кримського (за активну участь у вітчизняному літературному процесі та видання роману «Прихована фортеця»)[21]